# Édouard Roger-Vasselin
Édouard Roger-Vasselin (Gennevilliers, 28 de Novembro de 1983) é um tenista profissional da França.

## Carreira
Foi campeão juvenil francês em 2001.  Em 2002 se profissionalizou. Sua maior realização até o momento, foi ganhar em duplas o Grand Slam do torneio de Roland Garros de 2014 com o compatriota Julien Benneteau, onde bateram na final os espanhóis Marcel Granollers e Marc López.Também já foi campeão em duplas dos ATPs de Marseille de 2014, Tokyo, Atlanta, Newport, Metz, Marseille de 2012 e Montpellier. E foi vice-campeão em duplas do ATP de Bogotá de 2013.  
Em simples foi finalista dos ATPs de Chennai em 2014 e Delray Beach em 2013. Chegou na terceira rodada do Grand Slam de Roland Garros e Wimbledon.

## Títulos

### Grand Slam finais

#### Duplas: 1 (1 título)
| Posição      | Ano  | Campeonato    | Piso   | Parceiro         | Oponentes                    | Placar        |
| ------------ | ---- | ------------- | ------ | ---------------- | ---------------------------- | ------------- |
| Campeão      | 2014 | Roland Garros | Saibro | Julien Benneteau | Marcel Granollers Marc López | 6–3, 7–6(7–1) |
| Vice-Campeão | 2019 | Wimbledom     | Grama  | Nicolas Mahut    |                              |               |

### Masters 1000 finais

#### Duplas: 1 (1 vice)
| Posição | Ano  | Campeonato | Piso | Parceiro         | Oponentes            | Placar        |
| ------- | ---- | ---------- | ---- | ---------------- | -------------------- | ------------- |
| Vice    | 2014 | Shanghai   | Duro | Julien Benneteau | Bob Bryan Mike Bryan | 3–6, 6–7(3–7) |

## ATP finais

### Simples: 2 (2 vices)
| Legenda                           |
| --------------------------------- |
| Grand Slam (0–0)                  |
| ATP World Tour Finals (0–0)       |
| ATP World Tour Masters 1000 (0–0) |
| ATP World Tour 500 Series (0–0)   |
| ATP World Tour 250 Series (0–2)   |

| Posição | N. | Data           | Torneio                                                            | Piso | Oponente           | Placar        |
| ------- | -- | -------------- | ------------------------------------------------------------------ | ---- | ------------------ | ------------- |
| Vice    | 1. | 3 Março 2013   | Delray Beach International Tennis Championships, Delray Beach, EUA | Duro | Ernests Gulbis     | 6–7(3–7), 3–6 |
| Vice    | 2. | 5 Janeiro 2014 | Aircel Chennai Open, Chennai, India                                | Duro | Stanislas Wawrinka | 5–7, 2–6      |

### Duplas: 10 (8 títulos, 2 vices)
| Legenda                           |
| --------------------------------- |
| Grand Slam (1–0)                  |
| ATP World Tour Finals (0–0)       |
| ATP World Tour Masters 1000 (0–1) |
| ATP World Tour 500 series (1–0)   |
| ATP World Tour 250 series (6–1)   |

| Posição | N. | Data              | Torneio                                                    | Piso     | Parceiro         | Oponentes                        | Placar                 |
| ------- | -- | ----------------- | ---------------------------------------------------------- | -------- | ---------------- | -------------------------------- | ---------------------- |
| Campeão | 1. | 5 Fevereiro 2012  | Open Sud de France, Montpellier, França                    | Duro (i) | Nicolas Mahut    | Paul Hanley Jamie Murray         | 6–4, 7–6(7–4)          |
| Campeão | 2. | 20 Fevereiro 2012 | Open 13, Marseille, França                                 | Duro (i) | Nicolas Mahut    | Dustin Brown Jo-Wilfried Tsonga  | 3–6, 6–3, [10–6]       |
| Campeão | 3. | 17 Setembro 2012  | Moselle Open, Metz, França                                 | Duro (i) | Nicolas Mahut    | Johan Brunström Frederik Nielsen | 7–6(7–3), 6–4          |
| Campeão | 4. | 15 Julho 2013     | Campbell's Hall of Fame Tennis Championships, Newport, EUA | Grama    | Nicolas Mahut    | Tim Smyczek Rhyne Williams       | 6–7(4–7), 6–2, [10–5]  |
| Vice    | 1. | 20 Julho 2013     | Claro Open Colombia, Bogotá, Colômbia                      | Duro     | Igor Sijsling    | Purav Raja Divij Sharan          | 6–7(4–7), 6–7(3–7)     |
| Campeão | 5. | 29 Julho 2013     | BB&T Atlanta Open, Atlanta, EUA                            | Duro     | Igor Sijsling    | Colin Fleming Jonathan Marray    | 7–6(8–6), 6–3          |
| Campeão | 6. | 6 Outubro 2013    | Rakuten Japan Open Tennis Championships, Toquio, Japão     | Duro     | Rohan Bopanna    | Jamie Murray John Peers          | 7-6(7-5), 6-4          |
| Campeão | 7. | 23 Fevereiro 2014 | Open 13, Marseille, França                                 | Duro (i) | Julien Benneteau | Paul Hanley Jonathan Marray      | 4–6, 7–6(8–6), [13–11] |
| Campeão | 8. | 7 Junho 2014      | Roland Garros, Paris, França                               | Saibro   | Julien Benneteau | Marcel Granollers Marc López     | 6-3, 7-6(7-1)          |
| Vice    | 2. | 12 Outubro 2014   | Shanghai Rolex Masters, Shanghai, China                    | Duro     | Julien Benneteau | Bob Bryan Mike Bryan             | 3–6, 6–7(3–7)          |

## Ligaçôes Externas
Perfil na ATP (em inglês)